# Klíček (film)
Klíček je film režiséra Jána Nováka natočený roku 2009 v prostředí uherskohradišťské věznice. Děj se odehrává v 50. letech 20. století, tedy v dobách, kdy ji využívala komunistická StB v čele s Ludvíkem Hlavačkou či Aloisem Grebeníčkem.

## Vznik
Film vznikl během natáčení Příběhů železné opony v opuštěném vězení v Uherském Hradišti. Od skutečnosti se příliš neliší – vězení v Uherském Hradišti bylo ve své době (tedy obzvláště v letech 1948–1950) tím nejkrutějším v celé Evropě. Při srovnání s praktikami používanými tou dobou v SSSR, lze zjistít, že v Sovětském Svazu se používalo „jen“ bití, naproti tomu v Československu bylo „takřka běžné“ mučení elektrickým proudem.[zdroj⁠?!] O brutalitě tehdejších vyšetřovatelů svědčí mimo jiné i to, že mnozí z vyšetřovaných vyšetřování nepřežili.